# Izaak Aaronowicz
Izaak Aaronowicz, Izaak ben Aron Prostitz (zemřel 1629) byl polský židovský spisovatel a vydavatel. Pocházel z Prostějova na Moravě a v letech 1550–1629 působil jako knihtiskař v Krakově. Jako knihtiskař je významný zejména svým vydáním Babylónského talmudu ve dvanácti svazcích v letech 1603–1605. Jako spisovatel psal zejména hebrejské náboženské texty.